# Eventyrersken
Eventyrersken er en dansk stumfilm fra 1914, der er instrueret af August Blom efter manuskript af Sven Lange.

## Handling
Denne artikel mangler et handlingsreferat. Hjælp os med at skrive det.

## Medvirkende
- Aage Hertel - Baron Otto Gyldenkrantz
- Betty Nansen - Magda, baronens hustru
- Torben Meyer - Gustav Jönsson
- Svend Kornbeck - Johan Holck
- Nicolai Johannsen - Niels, Holcks søn
- Svend Aggerholm - Silkowitz
- Maja Bjerre-Lind
- Oscar Stribolt - Grev Albert von Schönau
- Svend Melsing - Leo Davidoff, ambassadør
- Franz Skondrup
- Fr. Bondesen
- Holger Syndergaard
- Charles Willumsen
- Vita Blichfeldt
- Carl Alstrup
- Ingeborg Jensen
- Agnes Andersen
- Oluf Billesborg
- Axel Mattsson
- Peter Jørgensen
- Preben Rist